# Komorský potok
Komorský potok (lidově Komora, německy Komorenströmung, polsky Strumień Komorský) je potok ve Zlatohorské vrchovině, levostranný přítok řeky Opavice. Délku má 6,28 km, plocha povodí činí 10,19 km², průtok u ústí je 0,35 m³.[zdroj⁠?!] Jedná se o jeden z největších přítoků řeky Opavice.[zdroj⁠?!] Potok pramení v nadmořské výšce přes 750 metrů mezi kopci Končina a Kutný vrch, protéká Novou Komorou a vlévá se do Opavice ve vsi Komora v nadmořské výšce 485 metrů.[zdroj⁠?!]